# Paul Ascherson

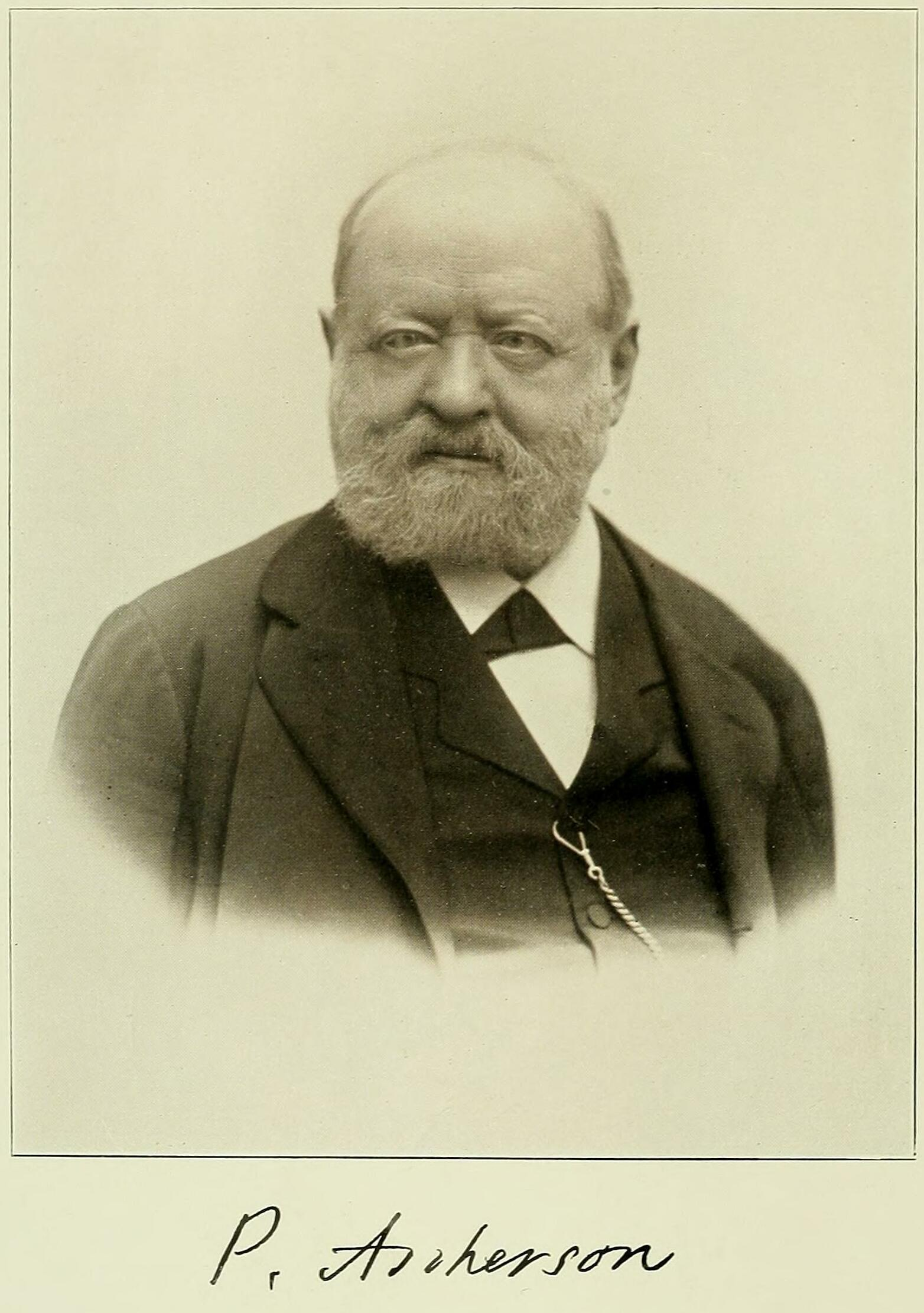
Paul Ascherson

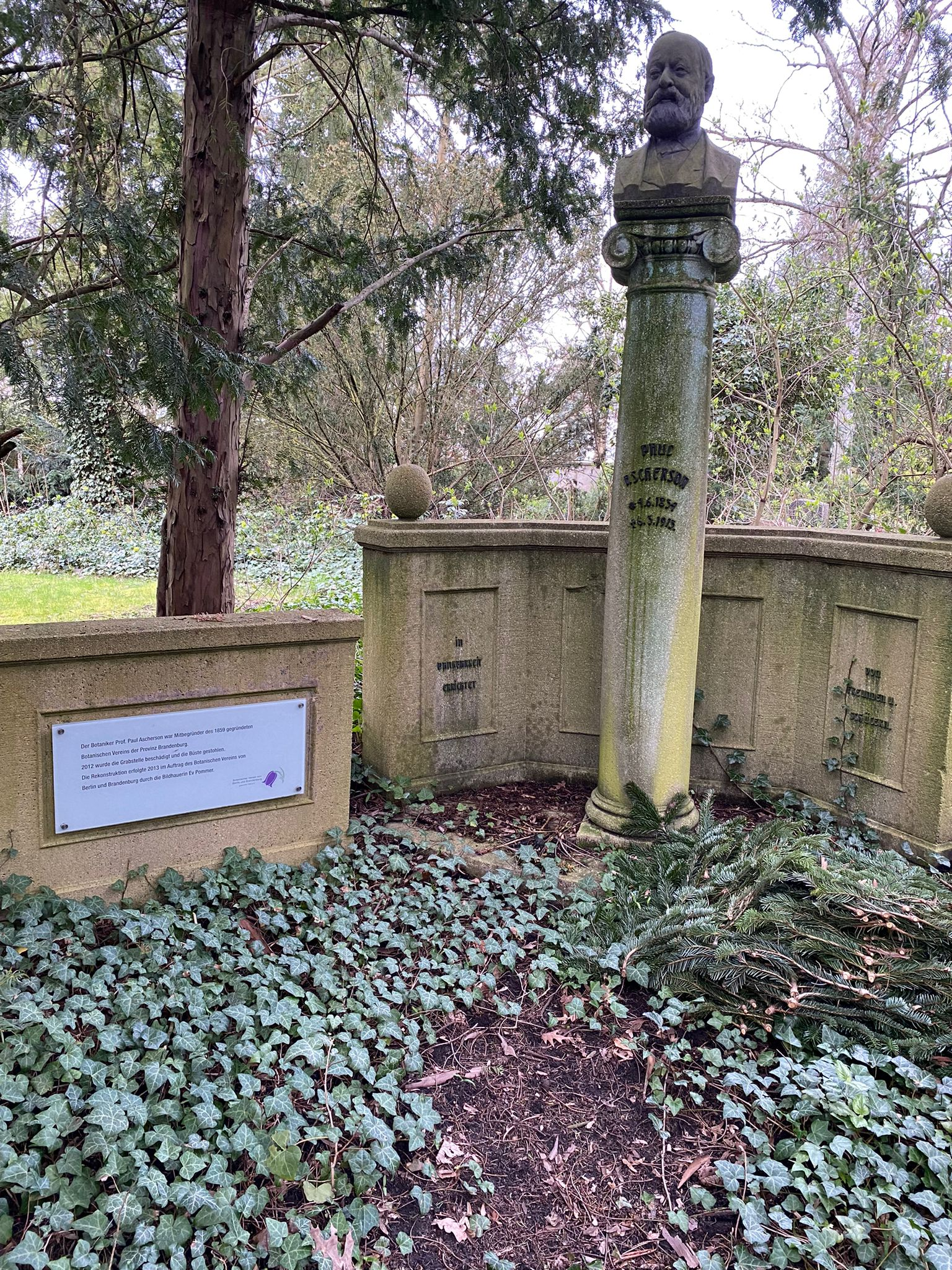
Grabstätte auf dem Parkfriedhof Lichterfelde

Paul Friedrich August Ascherson (* 4. Juni 1834 in Berlin; † 6. März 1913 ebenda) war ein deutscher Botaniker, Historiker, Ethnograph und Sprachforscher. Sein offizielles botanisches Autorenkürzel lautet „Asch.“; früher war auch das Kürzel „Aschers.“ in Gebrauch.

## Leben und Wirken
Der Sohn des Geheimen Sanitätsrates Ferdinand Moritz Ascherson (1798–1879) und Bruder des späteren Klassischen Philologen und Bibliothekars Ferdinand Ascherson studierte an der Berliner Friedrich-Wilhelms-Universität ab 1850 Medizin, interessierte sich aber zunehmend für Botanik und wurde 1855 mit einer Dissertation über die Pflanzengeographie der Mark Brandenburg zum Dr. med. promoviert. 1859 gehörte er zu den Mitbegründern des Botanischen Vereins der Provinz Brandenburg.
Er war ab 1860 Assistent am Berliner Botanischen Garten, ab 1865 auch am dortigen Königlichen Herbarium, habilitierte sich 1863 für Spezielle Botanik und Pflanzengeographie und wurde 1873 zum außerordentlichen Professor an der Berliner Universität ernannt. 1869 war er Gründungsmitglied der Berliner Gesellschaft für Anthropologie, Ethnologie und Urgeschichte. 1877 wurde er zum Mitglied der Gelehrtenakademie Leopoldina gewählt.
1868 bereiste er unter anderem die Küste Dalmatiens und botanisierte auch in Montenegro. Er bestieg als erster den höchsten Berg Dalmatiens, den Orjen. 1873–74 begleitete er Gerhard Rohlfs auf der Expedition in die Libysche Wüste. Nach 1876 führte er weitere Expeditionen nach Afrika durch und veröffentlichte grundlegende Werke über die Flora Afrikas und anderer Länder. In den 1890er Jahren botanisierte Ascherson unter anderem im Jerichower Land und im Vorharzgebiet gemeinsam mit Paul Graebner (1871–1933), mit dem er auch seine grundlegenden Werke über die mitteleuropäische Flora herausgab.
Aschersons Bedeutung liegt unter anderem darin, dass er vorhandene Lokalfloren-Werke unter Einbeziehung eigener Feldbeobachtungen zu systematisch neu geordneten Darstellungen der Pflanzenwelt eines größeren Territoriums zusammenfasste.
Ascherson war nicht nur Botaniker, sondern auch Historiker, Ethnograph und Sprachforscher. Die Universität Rostock verlieh ihm die philosophische Ehrendoktorwürde. Seine letzte Ruhe fand er auf dem Parkfriedhof Lichterfelde.

## Werke
Als sein botanisches Hauptwerk gilt die 1859 bis 1864 erschienene Flora der Provinz Brandenburg. Zum Werk Die natürlichen Pflanzenfamilien von Adolf Engler und Carl Prantl steuerte er für Band 2 Nummer 1 (1889) die Beschreibung der Potamogetonaceae bei. An den 1876 bis 1892 erschienenen Dictionnaire de botanique von Henri Ernest Baillon wirkte er mit. Hier eine Auswahl seiner Werke:
- Studiorum phytogeographicorum de Marchia Brandenburgensis specimen. Dissertation, Berlin 1855.
- Flora der Provinz Brandenburg, der Altmark und des Herzogthums Magdeburg. 1864.
- Über die Gattung Anticharis. 1867
- Der Berg Orjen an der Bocche di Cattaro. In: Zeitschrift der Gesellschaft für Erdkunde zu Berlin. Band 3, Berlin 1868, S. 319–336.
- Beitrag zur Flora Dalmatiens. In: Österreichische botanische Zeitschrift. Band 19, 1869, S. 65–70 (zobodat.at [PDF]).
- mit Paul Graebner: Synopsis der mitteleuropäischen Flora. (bibdigital.rjb.csic.es – 1896–1939; unvollendet). doi:10.5962/bhl.title.10838 doi:10.5962/bhl.title.32166 doi:10.5962/bhl.title.35810
- mit Paul Graebner: Das Pflanzenreich Potamogetonaceae. 1907.
- mit Paul Graebner: Flora des nordostdeutschen Flachlandes (außer Ostpreußen). (1898–1899).
- mit Paul Graebner: Nordostdeutsche Schulflora. Tabellen zur Bestimmung der wildwachsenden und der häufiger angebauten Blüten- und Farnpflanzen der Provinzen Brandenburg, Pommern, Posen, Ost- und Westpreussen, und Sachsen (Nordhälfte), der Grossherzogtümer Mecklenburg und des Herzogtums Anhalt nach der Flora des Nordostdeutschen Flachlandes. 1902.
- mit Augustus Kanitz: Catalogus Cormophytorum et Anthophytorum Serbiae, Bosniae, Hercegovinae, Montis Scodri, Albaniae Hucusque Cognitorum. 1877.
- mit Georg Schweinfurth: Illustration de la flore d'Egypte. 1887 (Supplement 1889).
- Autor einiger Biografien in der Allgemeinen Deutschen Biographie (siehe Wikisource-Link)
- Beitrag in Gerhard Rohlfs: Kufra. Reise von Tripolis nach der Oase Kufra, ausgeführt in Auftrage der Afrikanischen Gesellschaft in Deutschland. F. A. Brockhaus, Leipzig 1881 (Textarchiv – Internet Archive)

## Nach Ascherson benannte Taxa
Die Pflanzengattung Aschersonia F.Muell. ex Benth. aus der Familie der Froschbissgewächse (Hydrocharitaceae) ist ihm zu Ehren benannt worden und möglicherweise auch die Gattung Aschersoniodoxa Gilg & Muschl. aus der Familie der Kreuzblütengewächse (Brassicaceae).